# Torre Pujol (Cardedeu)
|  | Per a altres significats, vegeu «Torre Pujol». |

La Torre Pujol és un habitatge a la vila de Cardedeu (Vallès Oriental) protegit com a bé cultural d'interès local. Construïda a la fi del segle xix en el marc del desenvolupament econòmic especialment notable de la vila a la dècada de 1880-1890, constatable, entre altres coses, per una intensa activitat constructiva a tota la vila. L'any 1877 es feu un pla d'urbanització per la part occidental de Cardedeu, la que va de la Plaça Sant Joan a la Riera, on s'ha d'incloure el planejament d'aquesta part del carrer. El pla el va fer l'arquitecte Manuel Gispert l'any 1885. L'arquitecte municipal Sr. Samsó va fer un pla definitiu per tot Cardedeu.
Edifici d'habitatge, aïllat alineat a dos carrers, de tipologia entre mitgeres. Consta de planta baixa i pis, amb coberta plana acabada en balustrada de pedra. La decoració de la façana està composta d'elements clàssics: frontó de les finestres de la planta baixa i porta principal. Al primer pis hi ha finestres de llinda plana amb relleus de pedra a la llinda i balustres de pedra. Un fris decorat separa la planta baixa del primer pis. En conjunt presenta un caràcter eclèctic. En l'extracte de Joan Artigues consta que Josep Pujol i Costa edifica l'any 1890 a la cantonada del carrer molí una casa de planta baixa i un pis.